# Burg Pořešín
Die Burg Pořešín (deutsch Burg Poreschin) ist die Ruine einer Höhenburg im gleichnamigen Dorf Pořešín und gehört zum Okres Český Krumlov in der Region Südböhmen in Tschechien. Die nächsten Nachbarburgen entlang der Maltsch sind Louzek im Süden und Velešín im Norden.

## Geschichte
Die Burg Pořešín wurde vermutlich von Bavor III. von Strakonitz um das Jahr 1300 auf einem Felsvorsprung über der Maltsch gegründet. Um 1315 tauschte Bavor III. diese Burg mit der Burg Vitějovice bei Prachatitz, die bis dahin im Besitz der mit ihm verwandten Brüder Werner, Racek und Přibík war. Diese begründeten das Geschlecht  „von Poreschin“ (z Pořešína), das 1423 ausstarb. Danach fiel Poreschin und die gleichnamige Burg als erledigtes Lehen an die Krone. Im Jahr 1423 versuchte Jan Žižka vergeblich, die Burg mit Hilfe zweier Verräter zu erobern. Im Anschluss daran hielt Ulrich II. von Rosenberg die Burg jahrelang besetzt. Am 27. Februar 1434 verkaufte König Sigismund Poreschin an Ulrich II., der die Burg schließlich schleifen ließ, damit sie nicht an seine hussitischen Gegner falle.
Die Burg wurde nicht mehr aufgebaut und blieb eine Ruine. Erhalten sind die dreifachen Abschnittsgräben, die die Burg von zwei Vorburgen trennten sowie Mauerreste des Palas.